# سازوکار گروتهوس

پروتون‌ها از طریق یک سری پیوندهای هیدروژنی بین یون‌های هیدرونیوم و مولکول‌های آب تونل می‌زنند.

سازوکار گروتهوس (همچنین به عنوان پرش پروتونی شناخته می‌شود) فرایندی است که توسط یک «اضافه» پروتون یا نقص پروتون در طول شبکه پیوندهای هیدروژنی از مولکول‌های آب یا مایعات دیگر با پیوند هیدروژنی با تشکل و گسست پیوندهای کووالانسی بین مولکول‌های مجاور منتشر می‌شود.
تئودور گروتوس در مقاله ۱۸۰۶ خود با عنوان «نظریه تجزیه مایعات توسط جریان‌های الکتریکی» نظریه هدایت آب را ارائه داد. گروتوس واکنش الکترولیتی را نوعی «خط سطل» در نظر گرفت که در آن هر اتم اکسیژن به‌طور همزمان عبور می‌کند و یک یون هیدروژن دریافت می‌کند. در آن زمان پیشنهاد نظریه حیرت‌انگیزی بود، زیرا تصور می‌شد که مولکول آب OH است نه H 2 O و وجود یونها کاملاً درک نشده‌است. در ۲۰۰ سالگی انتشار آن مقاله، مقاله وی توسط کوکیرمان ممجد بررسی شد.
گرچه گروتوس از یک فرمول تجربی نادرست آب استفاده می‌کرد، توصیف وی از عبور پروتون‌ها از طریق همکاری مولکول‌های آب همسایه تأیید شد.
لمونت کی یر اظهار داشت که پریدن پروتون ممکن است مکانیسم مهمی برای انتقال عصبی باشد.

## مکانیسم انتقال پروتون و مکانیسم پریدن پروتون
مکانیسم گروتهوس اکنون یک نام کلی برای مکانیسم پریدن پروتون است. در آب مایع، حلالیت پروتون اضافی به دو شکل ایده‌آل می‌شود:+ H 9 O 4 (کاتیون ویژه) یا+ H 5 O 2 (کاتیون زوندل). در حالی که اعتقاد بر این است که مکانیزم حمل و نقل شامل تبدیل بین این دو ساختار حلال است، جزئیات مکانیسم انتقال و پرش هنوز مورد بحث است. در حال حاضر دو مکانیسم قابل قبول وجود دارد:
1. Eigen to Zundel to Eigen (E – Z – E)، بر اساس داده‌های تجربی NMR ,[۴]
2. Zundel به Zundel (Z – Z)، بر اساس شبیه‌سازی دینامیک مولکولی.

انرژی محاسبه شده پوسته‌های حلالیت هیدرونیوم در سال ۲۰۰۷ گزارش شد و پیشنهاد شد که انرژی فعال سازی دو مکانیزم پیشنهادی با قدرت پیوند هیدروژن محاسبه شده آنها مطابقت ندارد، اما مکانیسم ۱ ممکن است کاندیدای بهتر این دو باشد.
با استفاده از توابع توزیع شعاعی مشروط و وابسته به زمان (RDF)، نشان داده شد که RDF هیدرونیوم را می‌توان به دو ساختار مجزا، Eigen و Zundel تجزیه کرد. اولین قله در g (r) (همانRDF) ساختار ویژه شبیه تعادل، RDF استاندارد است که فقط کمی مرتب تر است، در حالی که اوج اول ساختار زوندل در واقع به دو قله تقسیم شده‌است. فرایند انتقال پروتون اصلی (PT) سپس ردیابی شد (پس از همگام سازی تمام وقایع PT به طوری که t = ۰ زمان وقوع واقعی باشد)، مشخص شد که هیدرونیوم واقعاً از حالت ویژه شروع می‌کند و به سرعت به حالت Zundel تبدیل می‌شود و همزمان که پروتون در حال انتقال است، اوج اول g (r) به دو قسمت تقسیم می‌شود.

## انتشار غیرعادی پروتون‌ها
مکانیسم گروتهوس، همراه با سبکی نسبی و اندازه کوچک (شعاع یونی ) پروتون، سرعت انتشار غیرمعمول زیاد پروتون را در یک میدان الکتریکی، نسبت به سایر کاتیون‌های معمول (جدول ۱) که حرکت آنها به سادگی ناشی از شتاب ناشی از میدان است، توضیح می‌دهد. حرکت حرارتی تصادفی با حرکت پروتون‌ها و سایر کاتیون‌ها مخالف است. از آنجا که تونل زنی کوانتومی هرچه جرم کاتیون کوچکتر باشد احتمالش بیشتر می‌شود و پروتون سبک‌ترین کاتیون پایدار ممکن است بنابراین از تونل کوانتومی نیز اثر جزئی وجود دارد، اگرچه فقط در دماهای پایین غلبه دارد.
| Cation | Mobility / cm2 V−1 s−1 |
| NH4+   | 0.763×10−3             |
| Na+    | 0.519×10−3             |
| K+     | 0.762×10−3             |
| H+     | 3.62×10−3              |